# Le week-end
Le week-end és una pel·lícula de drama britànicofrancesa del 2013 dirigida per Roger Michell i protagonitzada per Jim Broadbent, Lindsay Duncan i Jeff Goldblum. Escrita per Hanif Kureishi, la pel·lícula és la quarta col·laboració entre Michell i Kureishi. Tots dos van començar a desenvolupar la història set anys abans durant un viatge de cap de setmana a Montmartre. Es va projectar a la secció Presentació especial del Festival Internacional de Cinema de Toronto de 2013. S'ha doblat i subtitulat al català.

## Repartiment
- Jim Broadbent com a Nick Burrows
- Lindsay Duncan com a Meg Burrows
- Jeff Goldblum com a Morgan
- Olly Alexander com a Michael, fill d'en Morgan pel seu primer matrimoni
- Judith Davis com a Eve, la segona dona d'en Morgan
- Marie-France Alvarez com a Victoire La Chapelle